# Desiderata (Gedicht)

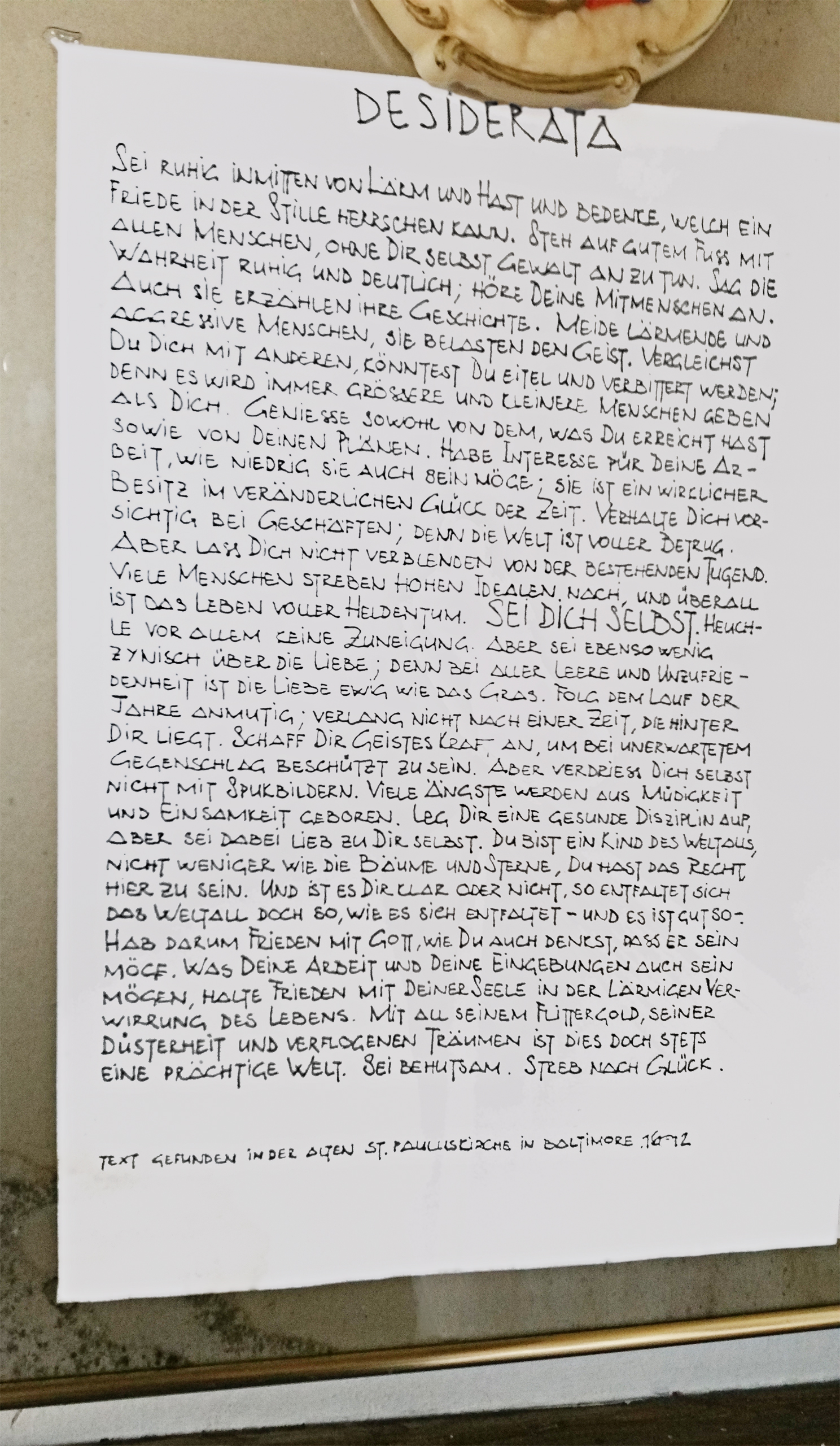
Der Text der Desiderata hängt in vielen Gotteshäusern, hier in der Kapelle Hl. Familie im bayerischen Scherstetten.

Desiderata, auch als Lebensregel von Baltimore bezeichnet, ist ein Prosagedicht des amerikanischen Rechtsanwalts Max Ehrmann aus dem Jahr 1927.
Wörtlich bedeutet der Titel (von lat. desiderare, „ersehnen“, „wünschen“) „das Ersehnte“ oder „ersehnte Dinge“.
Der Verfasser Max Ehrmann (1872–1945), ein deutschstämmiger Anwalt aus Terre Haute, USA, beantragte am 3. Januar 1927 das Urheberrecht für dieses Gedicht, das seine Nachkommen allerdings in einem Prozess 1976 verloren, weil es in den 1940er Jahren ohne Copyrightvermerk publiziert worden war. Das Gedicht ist seither in der Public Domain. Chronologisch ist dies die erste verbürgte Quelle zur Herkunft des Gedichtes.
1933 verwendete Ehrmann Desiderata als Teil der Weihnachtsgrüße an seine Freunde.
Seine Witwe veröffentlichte 1948, drei Jahre nach dem Tod ihres Mannes, einen Gedichtband mit dem Titel „The poems of Max Ehrmann“, erschienen bei Bruce Humphries Publishing Company, Boston.

## Text
“Go placidly amid the noise and the haste, and remember what peace there may be in silence. As far as possible, without surrender, be on good terms with all persons. Speak your truth quietly and clearly; and listen to others, even to the dull and the ignorant; they too have their story. Avoid loud and aggressive persons; they are vexatious to the spirit. If you compare yourself with others, you may become vain or bitter, for always there will be greater and lesser persons than yourself. Enjoy your achievements as well as your plans. Keep interested in your own career, however humble; it is a real possession in the changing fortunes of time. Exercise caution in your business affairs, for the world is full of trickery. But let this not blind you to what virtue there is; many persons strive for high ideals, and everywhere life is full of heroism. Be yourself. Especially do not feign affection. Neither be cynical about love; for in the face of all aridity and disenchantment it is as perennial as the grass. Take kindly the counsel of the years, gracefully surrendering the things of youth. Nurture strength of spirit to shield you in sudden misfortune. But do not distress yourself with dark imaginings. Many fears are born of fatigue and loneliness. Beyond a wholesome discipline, be gentle with yourself. You are a child of the universe no less than the trees and the stars; you have a right to be here. And whether or not it is clear to you, no doubt the universe is unfolding as it should. Therefore be at peace with God, whatever you conceive Him to be. And whatever your labors and aspirations, in the noisy confusion of life, keep peace in your soul. With all its sham, drudgery and broken dreams, it is still a beautiful world. Be cheerful. Strive to be happy.”

## Verbreitung
Frederick Ward Kates, der von 1956 bis 1961 Rektor (Pfarrer) von Old St. Paul’s war (einer Kirche in Baltimore), veröffentlichte Desiderata 1959 in einer Sammlung seiner Pfarrbriefe in dem Buch „Between Dawn and Dark“. Hier findet sich auch die korrekte Urheberangabe. Auf dem Umschlag dieses Buches steht, wie bei solchen Veröffentlichungen üblich, der Name der Kirche und ihr Gründungsjahr, hier also „From the Old Saint Paul’s Church, Baltimore, 1692“ („aus der alten St. Paul’s Kirche, Baltimore 1692“). Daraus wurde fälschlicherweise geschlossen – und es wird noch immer als Urban Legend kolportiert –, dass es sich um eine Inschrift in dieser Kirche handle und diese Weisheiten schon aus alter Zeit stammten. Der Text wurde aus dieser Falschannahme auch als public domain angesehen und millionenfach vervielfältigt.
Als der Politiker und ehemalige US-Präsidentschaftskandidat Adlai Stevenson 1965 starb, lag eine Kopie der Desiderata auf seinem Bett. Dies verhalf dem Text zu ungeheurer Popularität – zumal Adlai Stevenson während der Kuba-Krise eine wichtige Rolle gespielt hatte.
Das Gedicht spiegelt das Lebensgefühl und die Lebensphilosophie der Hippies und der „Make-love-not-war“-Bewegung der 60er Jahre wider und wurde dadurch weit verbreitet. Heute findet es sich häufig als Sinnspruch auf Alltagsgegenständen und in Zitatesammlungen.
1968 nahm sich Leonard Nimoy des Gedichtes an und brachte es unter dem Titel „Spock Thoughts“ heraus. Der US-amerikanische Radiosprecher Les Crane erreichte 1971 damit Platz 8 der Billboard Magazine-Charts und erhielt im selben Jahr einen Grammy („Best Spoken Word Recording“) für seine mit Musik unterlegte Sprechaufnahme des Textes. Im Deutschen wurde diese Sprechgesangfassung unter dem Titel „Desiderata (Wo die Liebe wohnt)“ mit deutschem Text von Günter Loose ebenfalls 1971 durch Friedrich Schütter eingespielt und auf seiner LP „Ein Mensch“ veröffentlicht.
Es existiert eine Vertonung durch die Neoklassik-Band In The Nursery unter dem Titel „Always“ (Duality, 1992).
Dieses Gedicht in polnischer Übersetzung mit Musik von Piotr A. A. Walewski wurde vom Kabarett Piwnica pod Baranami aus Krakau/Polen popularisiert und seit den Achtzigern des vergangenen Jahrhunderts als eine der Hymnen dieser renommierten Theater-Formation mehrmals wöchentlich aufgeführt. In dieser Form wurde es auch in das Repertoire diverser Schulchöre in Polen übernommen. Verschiedene Live-Aufnahmen sind unter „Dezyderata“ oder „Piwnica pod Baranami“ auf YouTube zu finden.
Der polnische Journalist Marian Sworzeń veröffentlichte im Jahre 2004 ein Buch mit dem Original-Titel „Dezyderata, dzieje utworu ktory stal sie legenda“ (ISBN 83-7278-102-8), in dem er sich eingehend mit der Entstehung dieses Gedichts und seinen musikalischen Versionen befasste.
Im Film At World’s End (2007), dem dritten der Pirates of the Caribbean Franchise (dt. Fluch der Karibik – Am Ende der Welt), ist die Desiderata in einer Szene als Tätowierung auf dem Rücken des Protagonisten Jack Sparrow zu sehen.